# New Axis Airways
New Axis Airways (бывш. SinAir) — французская авиакомпания, базировавшаяся в Марселе. В сферу деятельности компании входили внутренние и международные чартерные перевозки по заказам европейских клиентов. Флот авиакомпании базировался преимущественно в аэропорту Марсель Прованс и международном аэропорту имени Шарля де Голля в Париже.

## История
Авиакомпания была основана как SinAir в Гренобле. В июне 2000 года была продана владельцем (Pan European Air Services) объединению Axis Partners. В феврале 2001 года компания была переименована в Axis Airways и переведена из Гренобля в Марсель. В октябре 2006 года было объявлено о банкротстве компании, после чего Axis Airways получила финансовую поддержку со стороны группы инвесторов: Etoile de La Valentine (26 %), Arkia Israel Airlines (20 %), Gamma Travel (13 %), ISF (35 %) и Sarah Tours (6 %). В декабре 2006 года компания продолжила свою деятельность со штатом сотрудников в количестве 73 человек. В 2008 году компания получила своё последнее название — New Axis Airways.
Авиакомпания окончательно завершила свою деятельность 7 декабря 2008 года и 16 ноября 2009 года была объявлена банкротом.

## География полётов
Основными пунктами назначения рейсов, выполнявшихся компанией, являлись:
- Париж (Международный аэропорт имени Шарля де Голля);
- Марсель (аэропорт Марсель Прованс);
- Тель-Авив (аэропорт имени Давида Бен-Гуриона);
- Ираклион (аэропорт Ираклион).

## Флот
На декабрь 2009 года флот авиакомпании состоял из следующих самолётов:
- 1 Boeing 737—400 (F-GLXQ);
- 2 Boeing 737—800 (F-GIRS и F-GZZA).